# Episodi di The Fix
La prima ed unica stagione della serie televisiva The Fix formata da 10 episodi è andata in onda negli Stati Uniti su ABC dal 18 marzo al 20 maggio 2019. In Italia viene trasmessa su Canale 5 dal 7 agosto 2019.
| nº | Titolo originale  | Titolo italiano      | Prima TV USA   | Prima TV Italia |
| -- | ----------------- | -------------------- | -------------- | --------------- |
| 1  | Pilot             | Pilot                | 18 marzo 2019  | 7 agosto 2019   |
| 2  | Revenge           | Vendetta             | 25 marzo 2019  | 7 agosto 2019   |
| 3  | The Wire          | La microspia         | 1 aprile 2019  | 7 agosto 2019   |
| 4  | Scandal           | Scandalo             | 8 aprile 2019  | 12 agosto 2019  |
| 5  | Lie to Me         | Bugie                | 15 aprile 2019 | 12 agosto 2019  |
| 6  | The Fugitive      | Il fuggitivo         | 22 aprile 2019 | 12 agosto 2019  |
| 7  | Ghost Whisperer   | Sussurri dall'aldilà | 29 aprile 2019 | 12 agosto 2019  |
| 8  | Queen for a Day   | Regina del giorno    | 6 maggio 2019  | 19 agosto 2019  |
| 9  | Jeopardy!         | Pericolo!            | 13 maggio 2019 | 19 agosto 2019  |
| 10 | Making a Murderer | Making a Murderer    | 20 maggio 2019 | 19 agosto 2019  |